# Andrew Ainslie Common

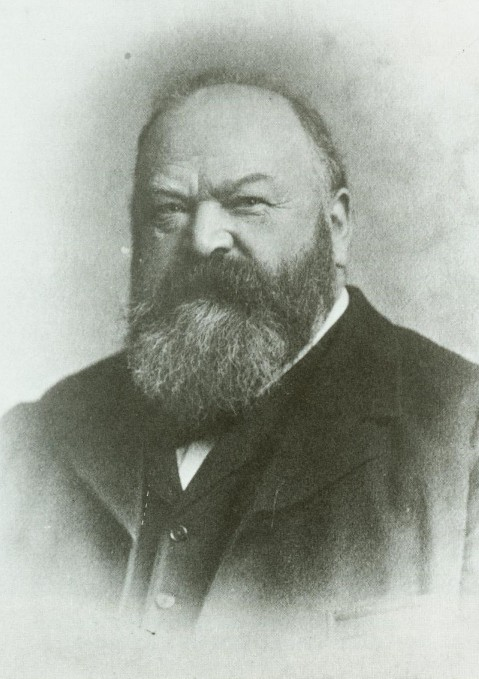
Andrew Ainslie Common.

Andrew Ainslie Common (Newcastle upon Tyne, Reino Unido, 7 de agosto de 1841 – 2 de junio de 1903) fue un astrónomo inglés.
Trabajó, entre otras cosas, en las observaciones de las lunas de Marte y de Saturno. Dentro del campo de la astrofotografía obtuvo una conocida fotografía de la nebulosa de Orión en 1883. También se dedicó a la construcción telescopios, entre ellos un reflector de 60 pulgadas. Además, descubrió la galaxia espiral NGC 7610 en 1880.

## Honores y premios
- Medalla de Oro de la Real Sociedad Astronómica (1884)
- Miembro de la Real Sociedad (1885)
- Presidente de la Real Sociedad Astronómica (1895 - 1896)

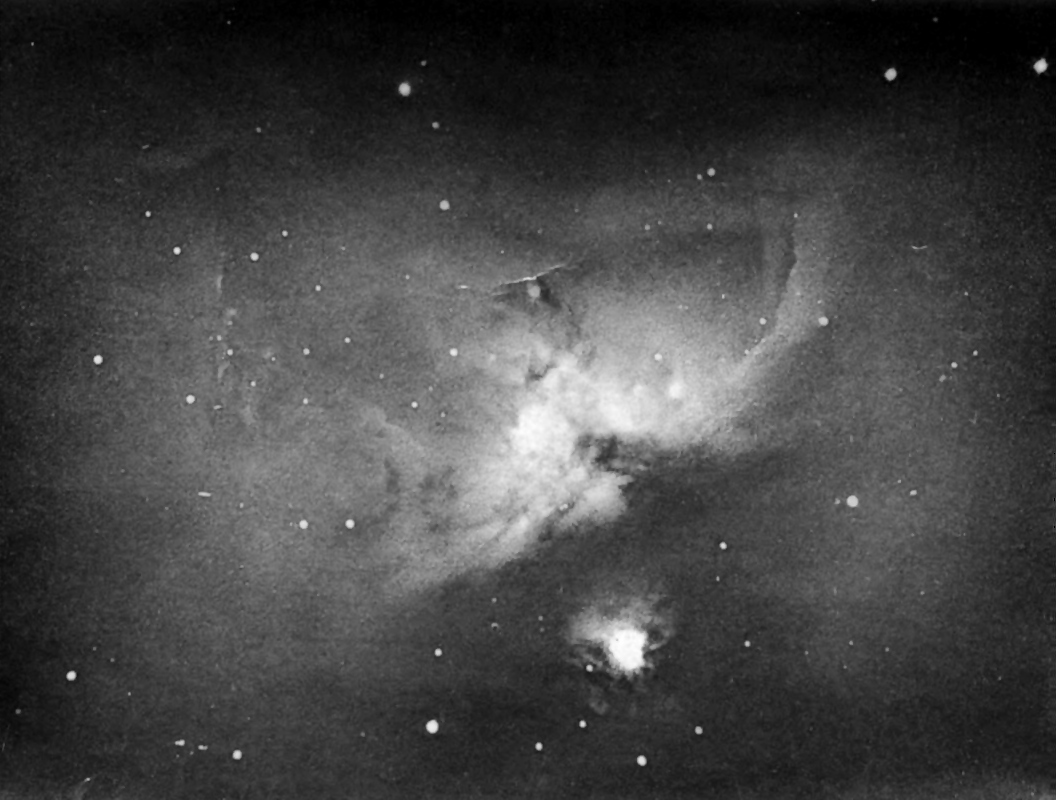
Fotografía tomada por Common de la Nebulosa de Orión, por la que obtuvo la Medalla de Oro de la Real Sociedad Astronómica.